# Benești (Sibiu)
Benești (deutsch Bägendorf, ungarisch Bendorf) ist ein Ort in der Region in Siebenbürgen in Rumänien und gehört zur Gemeinde Alțâna (Alzen). Im Jahr 2004 hatte der Ort ca. 250 Einwohner, von denen etwa 200 zur Ethnie der Roma gehörten.
Der Ort liegt im Harbachtal am gleichnamigen Bach Harbach (Hârtibaciu) und verfügt über eine Station der zurzeit stillgelegten Schmalspurbahn „Wusch“.
Benești wurde erstmals 1391 urkundlich erwähnt. Die Familie des früheren Gubernators von Siebenbürgen Samuel von Brukenthal hatte in Bägendorf Landbesitz.
Benești hat zwei Kirchen, wovon die frühere griechisch-katholische auch von den evangelischen Siebenbürger Sachsen des Ortes genutzt wurde, die im Ort bis Ende des 18. Jahrhunderts lebten. Das Gelände des evangelischen Friedhofs befindet sich oberhalb des Kulturhauses (pășunea sașilor). Oberhalb des Ortes befindet sich die – auch heute noch genutzte – rumänisch-orthodoxe Kirche.
Das Gelände eines jüdischen Friedhofs befindet sich links am Ortseingang. Die letzte jüdische Familie verließ etwa 1938 den Ort.
Quellenmaterial findet sich im Zentralarchiv der Evangelischen Kirche A.B. Rumäniens in Hermannstadt sowie möglicherweise im Archiv der griechisch-katholischen Gemeinde in Nocrich (Leschkirch).

## Sehenswürdigkeiten

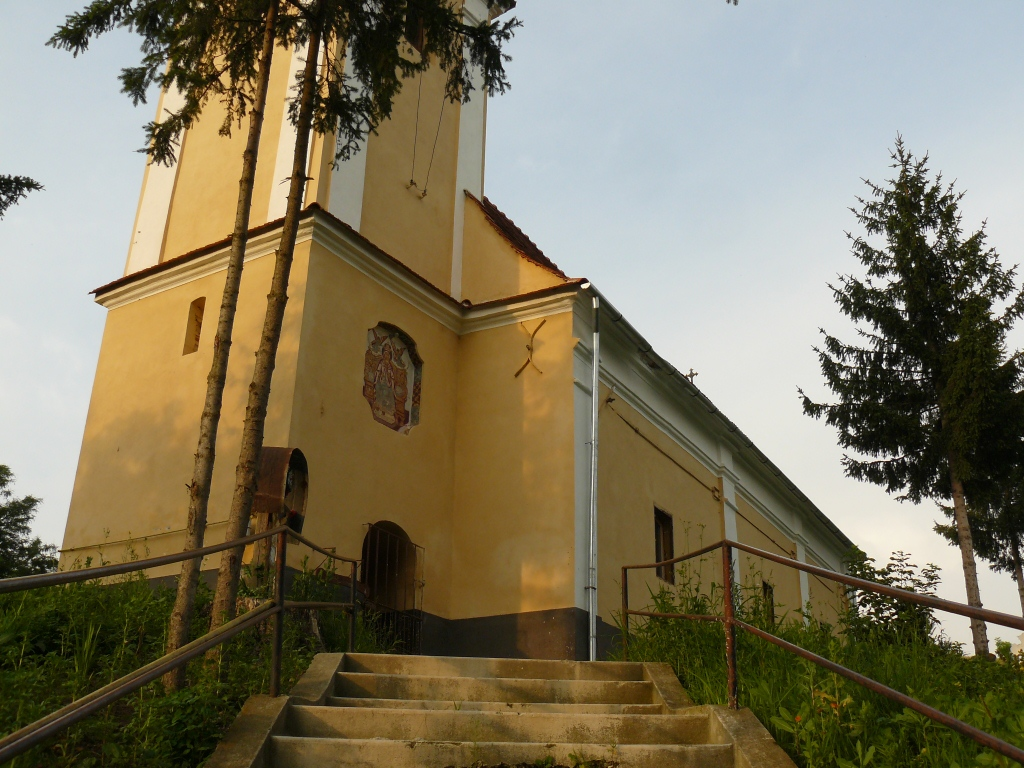
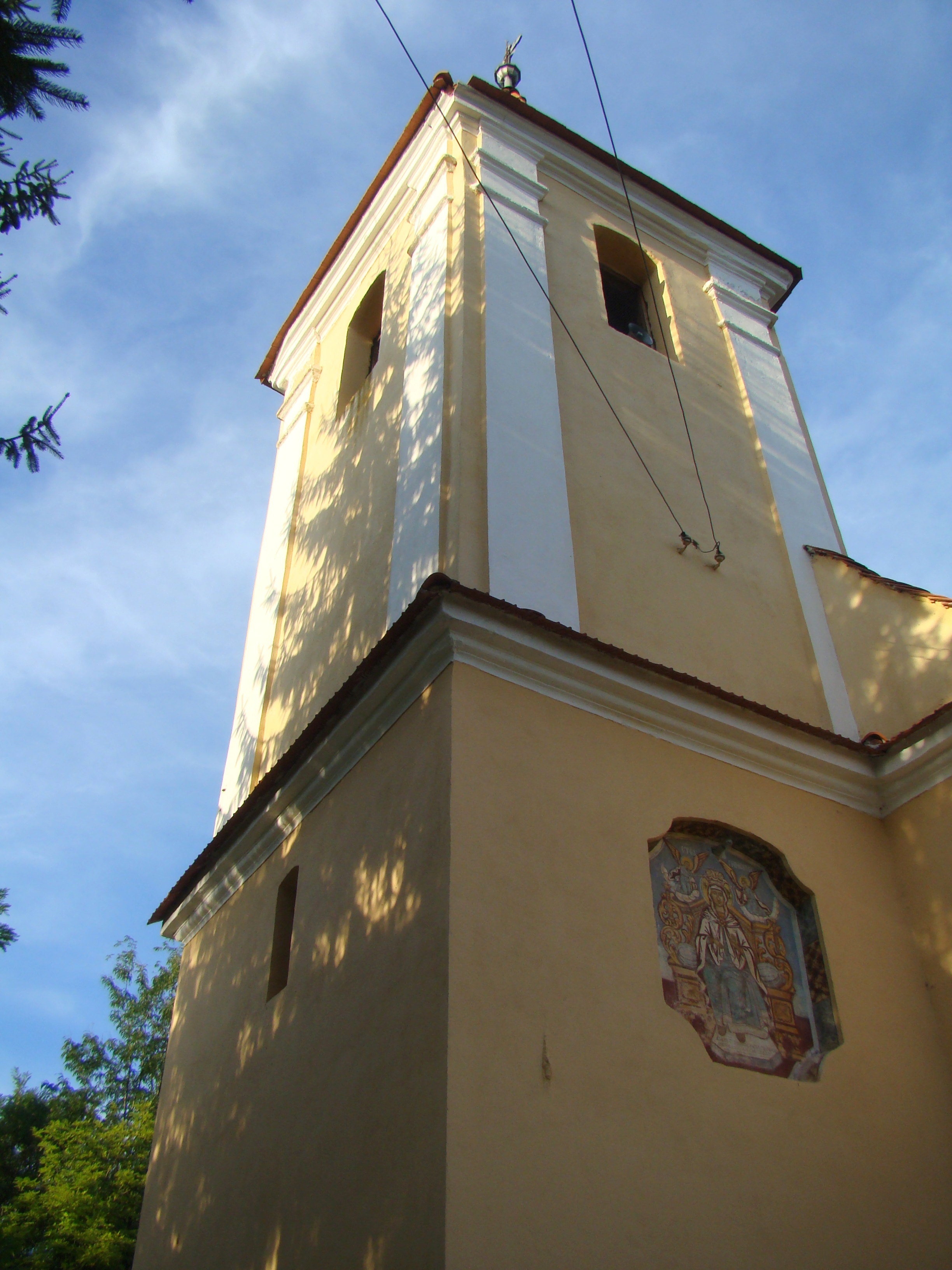
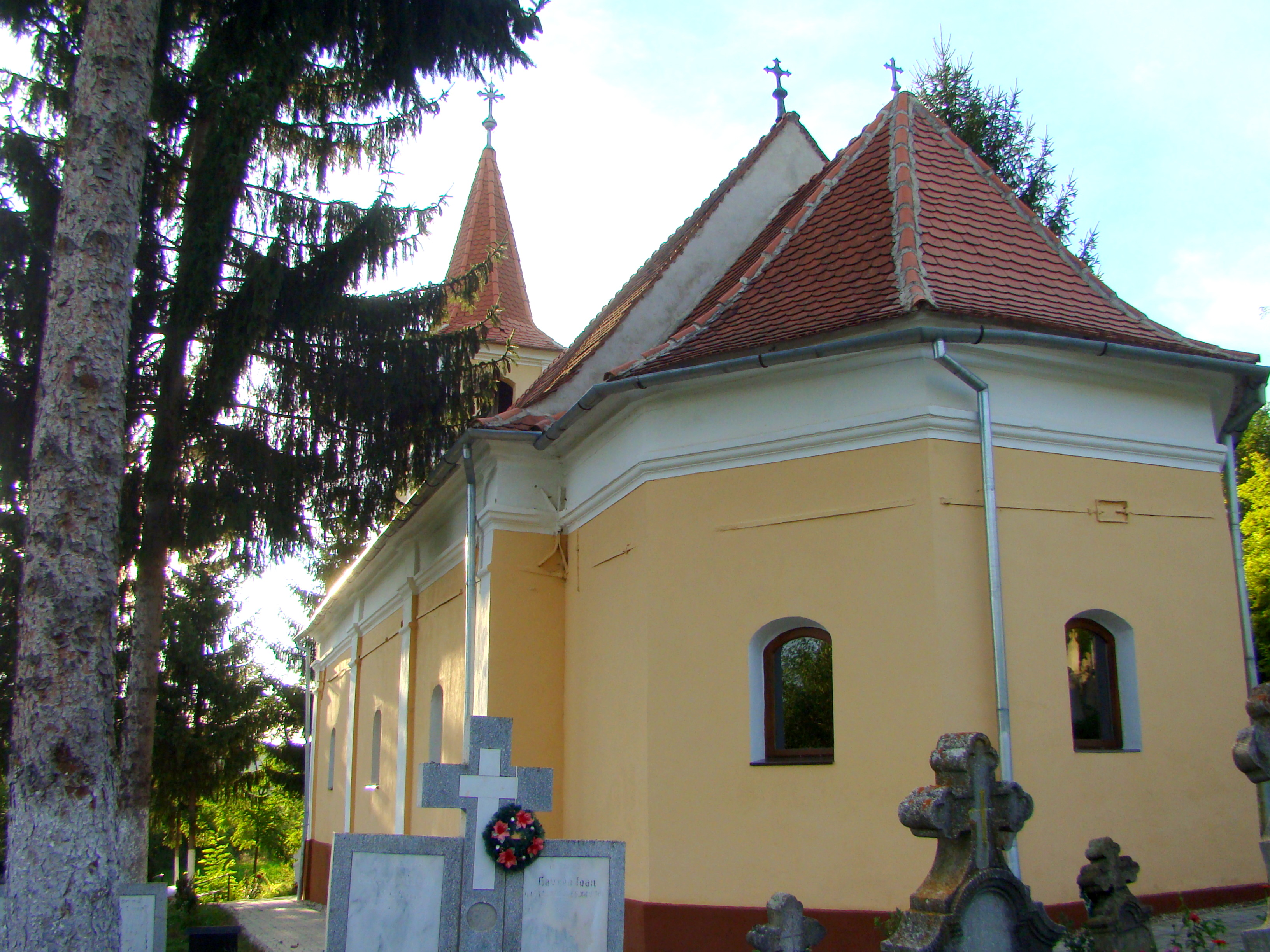

- Die orthodoxe Kirche[3] 1810 errichtet und 1907 umgebaut, steht unter Denkmalschutz.[4]